# Гордон, Элмайра Минита
Дама Элма́йра Мини́та Го́рдон (англ. Elmira Minita Gordon, 
30 декабря 1930 — 1 января 2021) — государственный деятель, была генерал-губернатором Белиза от получения независимости в 1981 году и до 1993 года.
Занималась образовательной и миссионерской деятельностью. Получила степень доктора прикладной психологии в Торонтском университете, став первым дипломированным белизским психологом. Помимо основной деятельности, увлекалась кожевенными работами и неоднократно становилась лауреатом международных конкурсов в этой сфере деятельности.
Первая женщина в Содружестве, которая занимала должность генерал-губернатора. Как генерал-губернатор она также была председателем Ассоциации скаутов Белиза.